# Бома
Бома (фр. Boma) — город на западе Демократической Республики Конго, в эстуарии реки Конго, в 75 км от впадения Конго в Атлантический океан. Начальный пункт железной дороги на Челу.
Население города по данным на 2010 год составляет 167 326 человек.
С 1886 по 1926 годы был столицей Бельгийского Конго (затем столица была перенесена в Леопольдвилль — ныне город Киншаса).

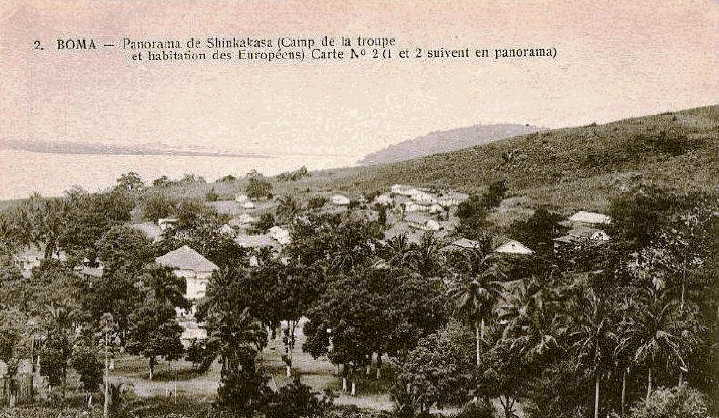
Бома в начале XX века

Крупный порт (доступен для морских судов; вывоз какао, бананов, каучука, ценных пород древесины). Пищевая (пивоваренная, рыбная), химическая, деревообрабатывающая промышленность, переработка металла и сельскохозяйственной продукции. Судостроение. Имеется аэропорт.